# 天品山莊
天品山莊（英語：TIENPIN VILLA CEMETERY，全名：天品國際股份有限公司）是位於台灣新北市三峽區的一座墓園(納骨設施)，創立於1994年1月24日，經營者為天品集團創辦人李振寬。
天品山莊早期因未能順利取得正式殯葬設施使用許可，一直以非法墓園形式經營，最終於2011年前後面臨歇業與資金困境，當時已有約600位逝者的骨灰安置於園區之中。2012年，天品集團經評估決議接手該園區，並正式向原經營者購得包含土地在內的全部產權與殯葬設施使用權，展開全面整頓與再造工程。經歷環境修繕、設施拆除重建與行政合法化過程後，天品山莊於2013年11月18日，在新北市政府殯葬管理處輔導下，正式取得殯葬設施啟用執照。2016年10月7日，其母公司天品聯合企業股份有限公司（天品集團）於櫃買中心掛牌上櫃（天品6199）。

## 外部連結
- 天品山莊官方網站
- 天品山莊於instagram頁面
- 天品山莊於facebook頁面
- 天品山莊於tiktok頁面
- 天品山莊於youtube頁面
- 天品山莊於全國商工行政服務入口網頁面
- 天品山莊於證券櫃檯買賣中心頁面